# Fantebosjön
Fantebosjön är en sjö i Skinnskattebergs kommun i Västmanland och ingår i Norrströms huvudavrinningsområde. Sjön är 4,5 meter djup, har en yta på 0,653 kvadratkilometer och är belägen 123,9 meter över havet. Sjön avvattnas av vattendraget Gisslarboån. Vid provfiske har bland annat abborre, gers, gädda och mört fångats i sjön.

## Delavrinningsområde
Fantebosjön ingår i det delavrinningsområde (663928-150004) som SMHI kallar för Inloppet i Stora Kedjen. Medelhöjden är 131 meter över havet och ytan är 25,49 kvadratkilometer. Räknas de 2 avrinningsområdena uppströms in blir den ackumulerade arean 47,39 kvadratkilometer. Gisslarboån som avvattnar avrinningsområdet har biflödesordning 4, vilket innebär att vattnet flödar genom totalt 4 vattendrag innan det når havet efter 199 kilometer. Avrinningsområdet består mestadels av skog (81 procent). Avrinningsområdet har 0,77 kvadratkilometer vattenytor vilket ger det en sjöprocent på 3 procent.

## Fisk
Vid provfiske har följande fisk fångats i sjön:
- Abborre
- Gärs
- Gädda
- Mört
- Sarv